# Brue-Auriac
Brue-Auriac is een gemeente in het Franse departement Var (regio Provence-Alpes-Côte d'Azur) en telt 1121 inwoners (2005). De plaats maakt deel uit van het arrondissement Brignoles.

## Geografie
De oppervlakte van Brue-Auriac bedraagt 37,1 km², de bevolkingsdichtheid is 30,2 inwoners per km².
De onderstaande kaart toont de ligging van Brue-Auriac met de belangrijkste infrastructuur en aangrenzende gemeenten.

## Demografie
Onderstaande figuur toont het verloop van het inwonertal (bron: INSEE-tellingen).